# Skiluros
Skiluros, Skyluros, Skylur, Skilur (ros. Скилур; druga połowa II w. p.n.e.) – król Scytów, władca scytyjskiego państwa na Krymie.
Władza polityczna Skilurosa rozciągała się na większą część Krymu, prócz Gór Krymskich, gdzie znajdowały się siedziby Taurów, oraz Półwyspu Kerczeńskiego należącego do Królestwa Bosporańskiego, oraz na tereny nad dolnym Dnieprem. Władzę jego uznawało także greckie miasto Olbia, leżące na północnym wybrzeżu Morza Czarnego, między rzekami Borysthenes (Dniepr) i Hypanis (Boh), o czym świadczą odnalezione monety olbijskie z imieniem Skilurosa.
Strabon pisze, że Skiluros był budowniczym niektórych miast scytyjskich na Krymie, takich jak Palakos i Chabon. Rozbudował i umocnił także stolicę krymskiego państwa Scytów - Neapol Scytyjski. Dzięki staraniom Skilurosa miasto to stało się głównym politycznym i gospodarczym centrum państwa, ośrodkiem handlu i rzemiosła.
Celem polityki Skilurosa na Krymie było rozszerzenie granic państwa i uzyskanie dogodnego dostępu do morza w celu podjęcia bezpośredniej wymiany handlowej z odbiorcami zamorskimi bez pośrednictwa nadczarnomorskich miast  greckich. Skiluros podporządkował sobie Olbię, która zaczęła płacić mu daninę, zajął także kolonię Tyras u ujścia Dniestru. Sformowana przez niego flota pobiła flotę Chersonezu, chcącą zdobyć Olbię, a później pokonała flotę bosporańską i oczyściła wybrzeża północnego Nadczarnomorza z piratów. Wojska Skilurosa zajęły następnie część wybrzeża należącego do Chersonezu. Podczas tych zmagań Skiluros zmarł. Jego następcą na tronie władcy Scytów został syn Palakos.
Podczas wykopalisk w ruinach Neapolu Scytyjskim odnaleziona została płaskorzeźba z realistycznie przedstawionymi podobiznami obu władców, Skilurosa i Palakosa, jadących na koniach obok siebie.
Z postacią Skilurosa wiąże się następująca opowieść: umierając, Skiluros pozostawiał osiemdziesięciu synów. Tuż przed śmiercią podał każdemu po wiązce oszczepów i nakazał złamać, czego oni nie byli w stanie dokonać. Wtedy Skiluros zaczął wyciągać po oszczepie z wiązki i wszystkie pojedynczo łamać. Miało ich to nauczyć, że tylko razem pozostaną silni, a rozdzieleni stracą swą moc.